# Fjodor Mihajlovics Szmolov
Fjodor Mihajlovics Szmolov (Oroszul: Фёдор Миха́йлович Смо́лов) (Szaratov, 1990. február 9. –) orosz válogatott labdarúgó, a Gyinamo Moszkva játékosa.

## Sikerei, díjai

### Klub
- Lokomotyiv Moszkva
  - Orosz kupa: 2018–19,[2] 2020–21[3]
  - Orosz szuperkupa: 2019[4]

### Egyéni
- Orosz bajnokság gólkirály: 2015–16, 2016–17
- Az év orosz labdarúgója: 2015–16, 2016–17, 2017–18